# Prittasaari
Prittasaari är en halvö i Finland. Den ligger i sjön Märkäjärvi och i kommunen Sastamala i den ekonomiska regionen  Sydvästra Birkaland och landskapet Birkaland, i den sydvästra delen av landet, 200 km nordväst om huvudstaden Helsingfors.